# ایمانان
ایمانان (به انگلیسی: Aimanam) یک منطقهٔ مسکونی در هند است که در کرالا واقع شده‌است.

## خصوصیات
ایمانان ۳۴٬۹۸۵ نفر جمعیت دارد.